# ۱۲ شهریور
۱۲ شهریور صد و شصتمین و هفتمین روز سال در گاه‌شماری خورشیدی است. به پایان سال ۱۹۸ روز (۱۹۹ روز در سال کبیسه) باقی‌است.

## رویدادها
- ۱۳۲۴ - بنیان‌گذاری فرقه دموکرات آذربایجان
- ۱۳۴۷ - کشف جسد صمد بهرنگی پس از غرق شدن در رودخانه ارس
- ۱۳۵۶ - رقابت ۱۲ شهریور ۱۳۵۶ تیم ملی فوتبال ایران با تیم ملی فوتبال کره جنوبی در مرحله مقدماتی جام جهانی فوتبال ۱۹۷۸ (آسیا و اقیانوسیه)
- ۱۳۶۴ -  سید روح الله خمینی برای بار دوم حکم ریاست جمهوری سید علی خامنه ای را تنفیذ کرد
- ۱۳۹۰ - حادثه ۱۲ شهریور ۱۳۹۰ ایرباس هواپیمایی ماهان
- ۱۳۹۴ - رقابت ۱۲ شهریور ۱۳۹۴ تیم ملی فوتبال ایران با تیم ملی فوتبال گوام در مرحله مقدماتی جام جهانی فوتبال ۲۰۱۸ (آسیا) و جام ملت‌های آسیا ۲۰۱۹
- ۱۳۹۵ - طوفان و سیل ۱۳۹۵ شمال ایران
- ۱۴۰۲ - حادثه ۱۴۰۲ معدن طزره

## مناسبت‌ها
- روز ملی مبارزه با استعمار انگلیس، در ایران به مناسبت سالروز کشته شدن رئیس علی دلواری[۱][۲]

## زادروزها
- ۱۳۵۳ - شاهد احمدلو، بازیگر، نویسنده و کارگردان
- ۱۳۵۴ - کامبیز دیرباز، بازیگر
- ۱۳۸۰ - گیسا بایبوردی،  عضو تیم ملی تیراندازی با کمان

## درگذشت‌ها
- ۱۲۹۴ - رئیس‌علی دلواری، از مبارزان جنبش مشروطه ایران و رهبر قیام شهرستان تنگستان و بوشهر علیه انگلستان
- ۱۳۳۴ - سید حسین طاهرزاده، خواننده
- ۱۳۷۱ - محمود حسابی، فیزیک‌دان
- ۱۴۰۰ - سید حسن فیروزآبادی، دومین رئیس ستاد کل نیروهای مسلح جمهوری اسلامی ایران
- ۱۴۰۲ - سید مجتبی عرفانی، نماینده حوزه انتخابیه طوالش، رضوانشهر و ماسال در دوره نخست مجلس شورای اسلامی و دوره دوم مجلس شورای اسلامی و دوره چهارم مجلس شورای اسلامی